# Lenin Checco Chauca
Lenín Abraham Checco Chauca es un abogado y político peruano. Fue congresista de la república durante el periodo parlamentario 2020-2021.

## Biografía
Nació en la ciudad del Cusco, Perú, el 16 de mayo de 1979. Cursó sus estudios primarios y gran parte de los secundarios en la ciudad de Abancay, terminándolos de vuelta en el Cusco. Inició en 1996 sus estudios de derecho en la Universidad Nacional de San Antonio Abad del Cusco culminándolos luego en la Universidad Tecnológica de los Andes en la ciudad de Abancay. Desde el 2016 es catedrático de la Universidad Nacional Micaela Bastidas de Apurímac

## Vida política
Desde el año 2006 hasta el 2010 se afilió al Frente Popular Llapanchik teniendo el cargo de coordinador de Movilización. En el año 2012 se inscribió en El Frente Amplio por Justicia, Vida y Libertad. Como parte de este movimiento, postuló al cargo de gobernador regional de Apurímac en las elecciones regionales del 2018, sin éxito.

### Congresista
Postuló en las elecciones parlamentarias extraordinarias del 2020, obteniendo la nominación como congresista por Apurímac tomando el cargo el 16 de marzo del 2020.
Durante su gestión ha sido el vocero de la bancada del Frente Amplio aunque la Comisión Política Nacional de ese partido consideró en octubre del 2020 que Checco debería dejar ese cargo tras haber sido acusado por su exasesora Gabriela Salvador de acoso laboral y abuso de autoridad. En octubre del 2020, Checco declaró su intención de iniciar el segundo procedimiento de vacancia contra el presidente Martín Vizcarra, la que finalmente terminó impulsando como vocero del Frente Amplio siendo uno de los 27 congresistas que presentaron dicha moción.
Checco se mostró a favor de la vacancia del presidente Martín Vizcarra durante los dos procesos que se dieron para ello, el segundo de los cuales terminó sacando al expresidente del poder. El congresista apoyó la moción siendo uno de los 105 parlamentarios que votó a favor de la vacancia del presidente Martín Vizcarra.